# Suiza en el Festival de la Canción de Eurovisión 1988
Suiza participó en el Festival de la Canción de Eurovisión 1988, que tuvo lugar en Dublín, Irlanda. Su representante fue Céline Dion con la canción en francés Ne partez pas sans moi (No te vayas sin mí), compuesta por Atilla Şereftuğ y Nella Martinetti.

## Final nacional
La canción suiza para el festival fue elegida en una final nacional. Compitieron nueve canciones, con el ganador elegido por tres jurados regionales, un jurado de prensa y un jurado de expertos. El concurso se hizo el 6 de febrero en el Théâtre de Beausobre de Morges, presentado por Serge Moisson.
| Nº | Artista             | Canción                                       | Puntos | Posición |
| -- | ------------------- | --------------------------------------------- | ------ | -------- |
| 1  | Hertz               | "Muet"                                        | 14     | 7th      |
| 2  | Christine Nachbauer | "Clown dans la sciure"                        | 13     | 8th      |
| 3  | Renato Mascetti     | "L'isola"                                     | 35     | 3rd      |
| 4  | Bernadette          | "Balalaika in der Sommernacht"                | 24     | 5th      |
| 5  | Furbaz              | "Sentiments"                                  | 37     | 2nd      |
| 6  | Cocktail Band       | "Tu sei"                                      | 30     | 4th      |
| 7  | Gemo                | "Prisonnier de l'amour"                       | 23     | 6th      |
| 8  | Manuela Felice      | "Gibt es auf der Welt denn Keine Liebe mehr?" | 10     | 9th      |
| 9  | Céline Dion         | "Ne partez pas sans moi"                      | 44     | 1st      |

## En Eurovisión
Dion actuó novena en el festival, siguiendo a Israel y precediendo a Irlanda. Ganó el concurso con 137 puntos.